# Пристава при Шентјернеју
Пристава при Шентјернеју (словен. Pristava pri Šentjerneju) је насељено место у општини Шентјернеј, регија Југоисточна Словенија, Словенија.

## Историја
До територијалне реорганизације у Словенији била је у саставу старе општине Ново Место.

## Становништво
У попису становништва из 2011. године, Пристава при Шентјернеју је имала 57 становника.
| Број становника према пописима | Број становника према пописима | Број становника према пописима |
| ------------------------------ | ------------------------------ | ------------------------------ |
| 1991                           | 2002                           | 2011                           |
| 44                             | 50                             | 57                             |

Напомена: До 1953. исказивано под именом Пристава.